# Dreschhoff Peak
Der Dreschhoff Peak ist ein Berg im ostantarktischen Viktorialand. In den Wilkniss Mountains der Quartermain Mountains ragt er südöstlich des Mount Blackwelder auf.
Das Advisory Committee on Antarctic Names benannte den Berg 1995 nach der US-amerikanischen Physikerin Gisela Auguste Marie Dreschhoff von der University of Kansas, die in elf Kampagnen zwischen 1976 und 1989 Radioaktivitätsmessungen und weitere Untersuchungen in diversen Regionen Antarktikas durchgeführt hatte.